# Nagyszentjános
Nagyszentjános is een plaats (község) en gemeente in het Hongaarse comitaat Győr-Moson-Sopron. Nagyszentjános telt 1882 inwoners (2001).